# Rundholmen
Ne doit pas être confondu avec Rundholmen (Bjørnafjorden).
Rundholmen est une île dans le landskap Sunnhordland du comté de Vestland. Elle appartient administrativement à Øygarden.

## Géographie
Rocheuse et désertique, elle s'étend sur environ 77 m de longueur pour une largeur approximative de 53 m.